# لازارو بيتانكورت
لازارو بيتانكورت هو منافس ألعاب قوى كوبي، ولد في 18 مارس 1963.

## وصلات خارجية
- لازارو بيتانكورت على موقع الاتحاد الدولي لألعاب القوى (الإنجليزية)